# Hollern (Eching)
Hollern ist ein Gemeindeteil von Eching im Landkreis Freising in Oberbayern. Der Weiler liegt circa drei Kilometer nordwestlich des Hauptortes Eching.

## Geschichte

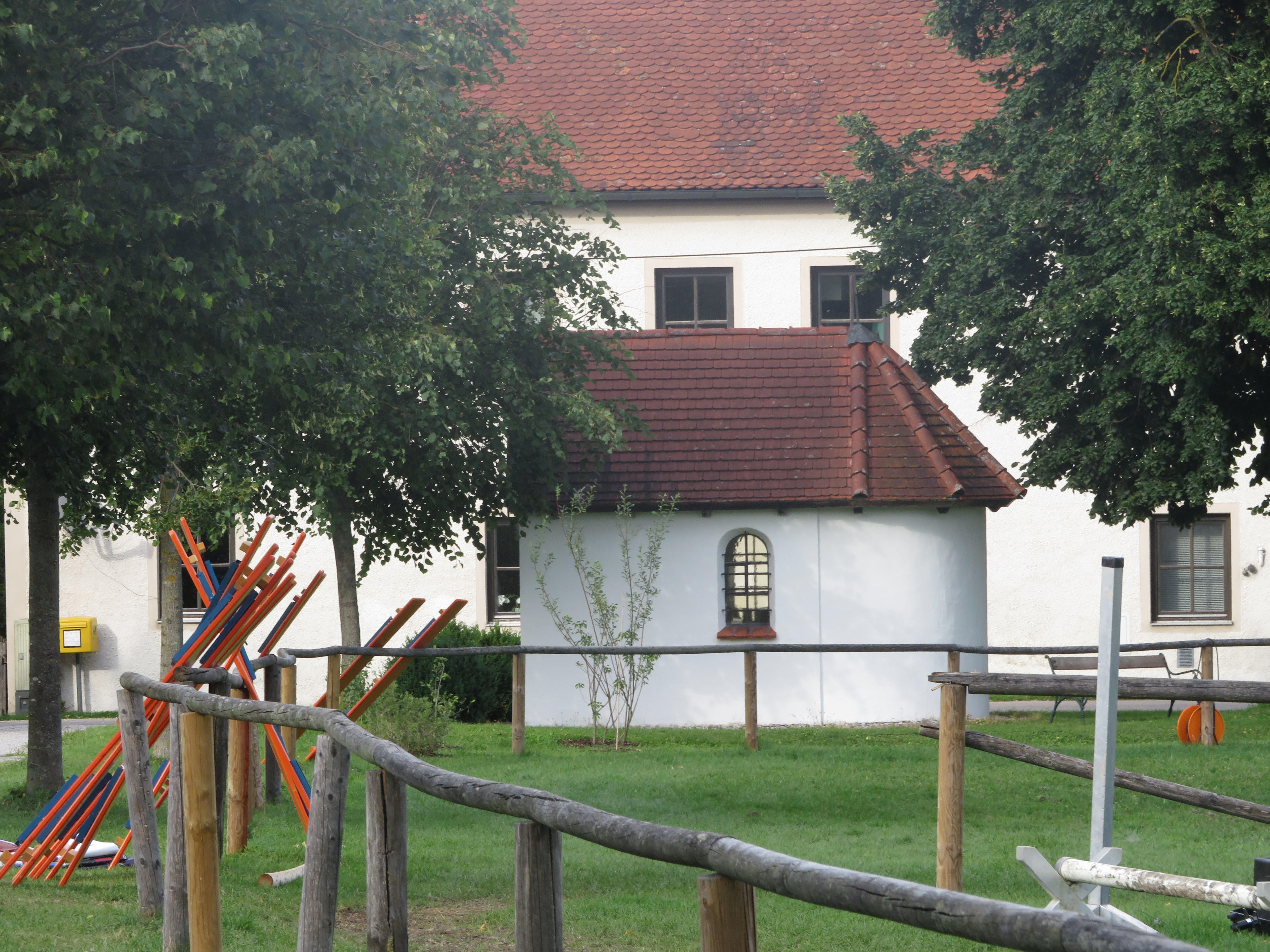
Kapelle von Gut Hollern

Ein Weiler „Alarun“, später „Holaren“ und „Holan“ wird unter dem Freisinger Bischof Ellenhard (1052–1078) in der Meichelbeck’schen Urkundensammlung erwähnt. Die zwei urkundlich nachgewiesenen Höfe gehörten jahrhundertelang dem Kloster Weihenstephan und kamen erst im 17. Jahrhundert in weltlichen Besitz. 
Zum Dank für eine glückliche Errettung im Spanischen Erbfolgekrieg errichteten die Bürger Hollerns Anfang des 18. Jahrhunderts eine kleine Kapelle, in der heute noch zwei Tafeln an die Ereignisse erinnern.
Hollern gehörte zur Hauptmannschaft Garching und kam bei der Gemeindebildung zu Beginn des 19. Jahrhunderts zur Gemeinde Eching.

## Baudenkmäler
- Gutskapelle von Gut Hollern